# Водні види спорту
Водні види спорту практикують у плавальному басейні, на річках, озерах і у морі: вода надає різноманітні можливості для розваг і занять спортом.
У плаванні й веслуванні єдине джерело енергії, що забезпечує рух, — м'язова сила людини, у вітрильному спорті і серфінгу рушійні сили — це вітер і хвилі.

## Водні види спорту в басейні

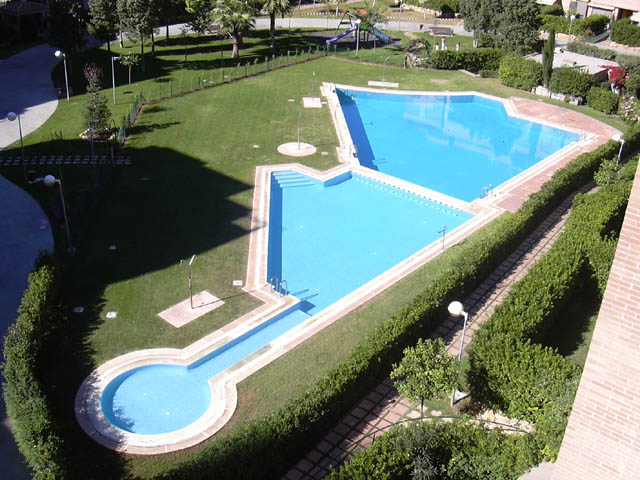

Плавання стало олімпійським видом спорту в 1896 р., коли вперше відбулися Олімпійські ігри нашого часу. І до цього дня воно посідає одне з провідних місць у програмі змагань. Спортивне плавання вимагає інтенсивних тренувань, тому професійні плавці проводять у басейні по багато годин на день.
Запливи проходять у чотирьох стилях: вільний стиль (кроль), на спині, брас і батерфляй. У більшості чемпіонатів запливи у вільному стилі проходять на дистанціях від 50 до 1500 м. В інших стилях проводяться три запливи — на 50, 100 і 200 м. Крім того, є естафети і комплексне плавання, в яких плавці використовують усі чотири стилі — по одному на кожному з етапів запливу.
В басейні змагаються зі стрибків у воду, які стали самостійним олімпійським видом спорту. Стрибки з трампліна — це пірнання у воду з підкидної дошки, з трьох метрів над рівнем води, а стрибок з вишки — пірнання зі стійкої платформи, з 10-метрової висоти. У програмі спортивної кваліфікації існує понад 80 видів стрибків у воду. Судді виставляють оцінки у балах, оцінюючи точність виконання усіх елементів стрибка.
До водних видів спорту у басейні належать також артистичне плавання, коли жінки одночасно пересуваються у воді під музику, створюючи різні фігури, і водне поло, в якому дві команди, що складаються з 7 гравців, намагаються закинути у ворота супротивника якомога більше м'ячів.

## Серфінг і віндсерфінг
Серфінг — це пересування на спеціальній дошці, зробленої з легкої, твердої пластмаси, вкритої смолою і скловолокном. Професійні серфінгісти мандрують по світу, беручи участь у різних змаганнях із призовими фондами.

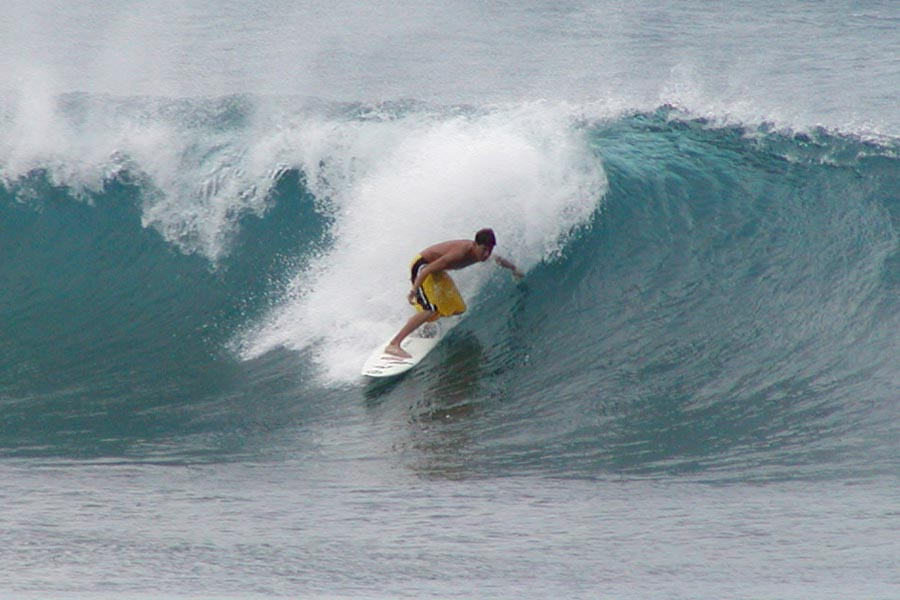
Серфінгіст (Оаху, Гаваї)

Основна позиція у серфінгу: одна нога стоїть на середині дошки, а друга надавлює на край. Змінюючи положення ніг і тіла, серфінгіст змінює швидкість і напрям руху. Мета у серфінгу — спіймати хвилю і скотитися вниз по гребеню. Найскладніший і найзахоплюючий тип хвилі — коли вона закручується, ніби утворюючи трубу. Серфінгіст при цьому намагається встигнути прослизнути крізь трубу.
У віндсерфінгу, щоб управляти дошкою, необхідно володіти навичками як серфінгу, так і вітрильного спорту. Дошка з вітрилом, рухаючись по воді на великій швидкості, скеровується без керма, за допомогою лонжерона хвостової ферми. Крім гонок, проводяться також змагання у вільному стилі, де спортсмени демонструють різні трюки на воді.

## Веслування наканоеібайдарках
Веслування — олімпійський вид спорту — включає веслування на каное, на байдарках і академічне веслування. У каное спортсмен стоїть на одному коліні і веслує однолопатевим веслом з одного з бортів на вибір. У веслуванні на байдарках (на каяках) байдарочник користується дволопатевим веслом, тримаючи його обома руками і веслуючи з обох бортів навперемінно.

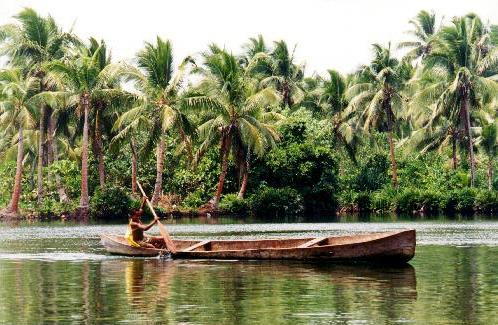
Каное виготовлене способом випалювання і видовбування.

На Олімпіаді гонки проходять на весловому каналі на дистанціях 500 і 1000 м. На каное змагаються лише чоловіки. На байдарках жінки й чоловіки змагаються окремо в одиночках, беруть участь до 9 човнів, і в кожному змаганні проводяться відбіркові запливи (на вибування) за вихід у фінал.

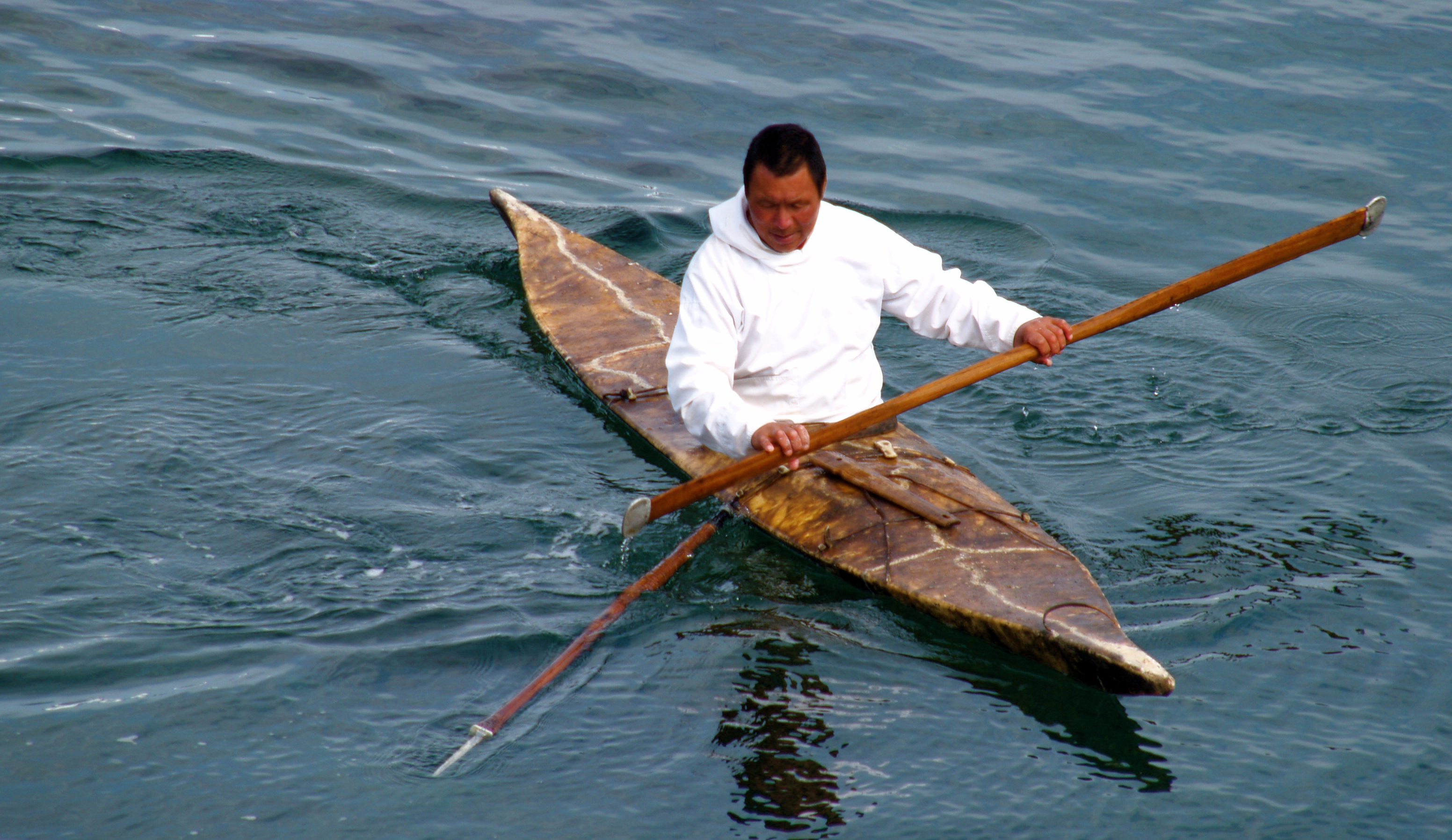

Човнові гонки часом проходять на важких скелястих трасах. Виділяють два основні види подібних гонок. У весловому слаломі (олімпійському змаганні) спортсмени стартують з інтервалами і повинні пропливти по маршруту, позначеному ворітьми (різнокольоровими стовпами), що висять над водою. У гонках гірською річкою з сильною течією веслярі змагаються із загального старту до фінішу, приблизно 3 км, за якомога коротший відрізок часу.

## Академічне веслування
Академічне веслування — чоловічий і жіночий вид спорту, це змагання на швидкість. Веслярі сидять один за одним у легких багатомісних обтічної форми човнах з кочетами (конструкція на корпусі човна для приєднання весла). В академічному розпашному човні кожен весляр працює одним веслом, в академічному парному — двома веслами, меншими за розмірами.
Команди веслярів складаються з одного, двох, чотирьох або восьми чоловік. У вісімок завжди є рульовий, який управляє човном; двійки і четвірки можуть змагатися і з рульовим, і без нього. Запливи проводяться на озерах, річках або природних веслових каналах. Для таких змагань, як Олімпійські ігри і чемпіонати світу, обладнують спеціальні природні веслові канали.

## Вітрильний спорт

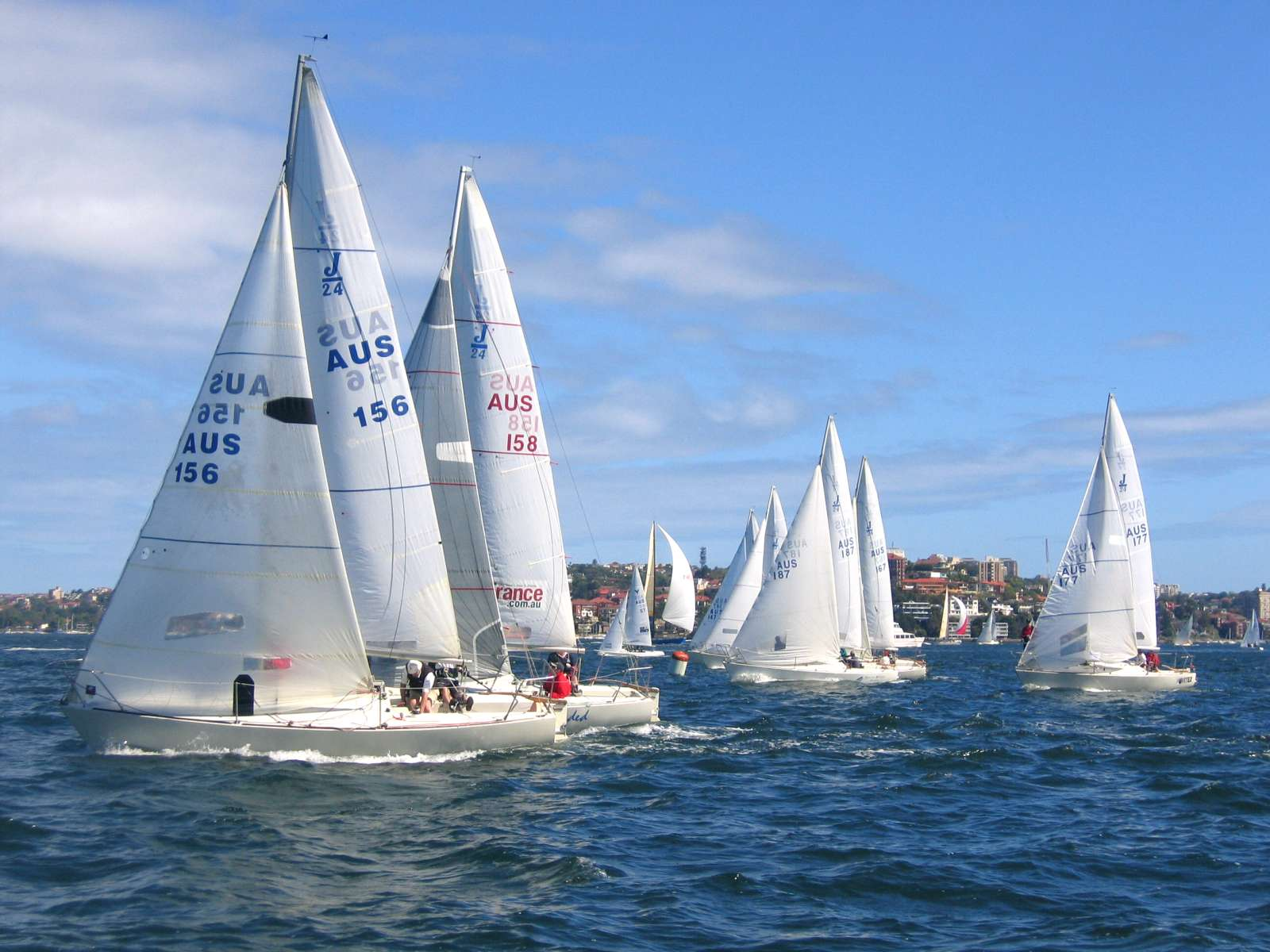
Перегони яхт у гавані Сіднея, Австралія

Уперше гонки на яхтах відбулися в Англії у XVII ст. для звеселяння королів. Нині у вітрильному спорті змагаються як на звичайних одномісних і двомісних яхтах, так і на крейсерських яхтах і великих вітрильниках з екіпажами з 20 і більше чоловік, сконструювати і побудувати які коштує мільйони доларів. Гонки проходять і у відкритому морі, й недалеко від берега. У таких змаганнях з вітрильного виду спорту, як Олімпійські ігри і великі регати, гонки проходять у різних класах (залежно від виду яхти) за визначеним маршрутом у формі трикутника, позначеного плаваючими буями.